# پیر گاسپار-ویت
پیر گاسپار-ویت (فرانسوی: Pierre Gaspard-Huit‎؛ زادهٔ ۲۹ نوامبر ۱۹۱۷ – درگذشته ۱ مه ۲۰۱۷) یک فیلم‌نامه‌نویس، و کارگردان اهل فرانسه بود. وی بین سال‌های ۱۹۴۸ تا ۱۹۸۳ میلادی فعالیت می‌کرد. پیر گاسپار-ویت در ۱ مه ۲۰۱۷ در سن ۹۹ سالگی درگذشت.
وی کارگردان فیلم‌هایی همچون کریستین و آخرین موهیکان بوده است.